# Калчано
Калчано (итал. Calciano) је насеље у Италији у округу Матера, региону Базиликата.
Према процени из 2011. у насељу је живело 624 становника. Насеље се налази на надморској висини од 429 м.

## Становништво
| 1951. | 1961. | 1971. | 1981. | 1991. | 2001. | 2011. |
| ----- | ----- | ----- | ----- | ----- | ----- | ----- |
| 1.683 | 1.559 | 1.313 | 1.155 | 1.049 | 893   | 796   |